# Большая Тотыдэоттаяха
Большая Тотыдэоттаяха (устар. Большая Тотыдэотта-Яха) — река в России, протекает по территории Ямало-Ненецкого автономного округа. Впадает на 27 км по левому берегу протоки Тытылькы реки Таз). Длина реки — 239 км, площадь водосборного бассейна — 2520 км².

## Притоки
- 28 км: река без названия
- 46 км: Ябтояха
- 136 км: река без названия
- 137 км: река без названия
- 154 км: река без названия
- 158 км: Кагылькы
- 168 км: река без названия
- 181 км: Нярылькы
- 206 км: река без названия

## Данные водного реестра
По данным государственного водного реестра России относится к Нижнеобскому бассейновому округу, водохозяйственный участок реки — Таз, речной подбассейн реки — подбассейн отсутствует. Речной бассейн реки — Таз.
Код объекта в государственном водном реестре — 15050000112115300070929.